# كازنوري موتشيزوكي
كازنوري موتشيزوكي (باليابانية: 望月 一頼) (20 نوفمبر 1961 في شيزوكا في اليابان – )؛ هو لاعب كرة قدم ياباني سابق كان يلعب كحارس مرمى.

## وصلات خارجية
- J.League Data Site (باليابانية)